# Culex pacificus
Culex pacificus är en tvåvingeart som beskrevs av Edwards 1916. Culex pacificus ingår i släktet Culex och familjen stickmyggor. Inga underarter finns listade i Catalogue of Life.